# (3564) Taltibio
(3564) Taltibio es un asteroide que forma parte de los asteroides troyanos de Júpiter y fue descubierto por Edward L. G. Bowell desde la Estación Anderson Mesa, en Flagstaff, Estados Unidos, el 15 de octubre de 1985.

## Designación y nombre
Taltibio se designó al principio como 1985 TC1.
Posteriormente, en 1987, fue nombrado por Taltibio, un personaje de la mitología griega.

## Características orbitales
Taltibio está situado a una distancia media de 5,212 ua del Sol, pudiendo acercarse hasta 4,997 ua y alejarse hasta 5,427 ua. Tiene una inclinación orbital de 15,5 grados y una excentricidad de 0,04128. Emplea 4346 días en completar una órbita alrededor del Sol.

## Características físicas
La magnitud absoluta de Taltibio es 9,4. Tiene un diámetro de 68,92 km y un periodo de rotación de 40,59 horas. Se estima su albedo en 0,0934.